# 韋小宝
韋小宝は、金庸の武俠小説『鹿鼎記』に登場する架空の人物。反清復明を唱える反政府組織・天地会の香主でありながら、康熙帝の親友であり清朝にも仕える。清朝では順調に出世を重ね、最終的な身分は一等鹿鼎公。
これまでの金庸作品の主人公といえば、禁欲的で、武術に対して求道的、政治的にはあまり関心がない人物が描かれることが多かった。しかし、韋小宝は博打好きで7人もの妻を得るほどに好色。怠け者で武術の稽古もサボりがち。また、極めて政治的才覚があり、新聞連載中、『鹿鼎記』は金庸が代作させているのではないか、との問い合わせが殺到したと言う。それでも、「韋小宝は義俠心に厚い」という武俠の必須条件は満たしており、天地会への義理と康熙帝への友情の板挟みに苦しむこともあった。

## 性格
極めて楽天的で陽気。博打好きではあるが金銭への執着心は薄く、友人や部下などには派手にばらまくことも多い。そのため、友人や部下からの人望は高い。さらに、口がうまく、お世辞、ゴマすりの技術はかなりのもので、目上の者にも気に入られることが多い。本来はお世辞や阿諛追従を嫌う人物でさえ、韋小宝には陥落されることも。
イチかバチかの大勝負に出ることも多く、自分の命をカタにするような博打にも手を出すので、決断力は十分で、特に優柔不断ということはない。しかし、差し迫った危機があってもとりあえず問題は先送りにするタイプ。そのため、天地会と清朝という相反する組織に同時に所属するという、極めて不安定な関係を長期に渡って継続していた。
なお、漢民族至上主義には賛同しておらず、康熙帝が善政をするのならそれでもいいと考えている。そのため、天地会のメンバーとは若干の温度差があり、「龍脈」を絶つことで清を終わらせることができる立場にいながらこれを行っていない。

## 略歴
揚州の妓楼・麗春院の妓女である韋春花の息子として誕生。母親の姓を名乗っていることからも分かるように、父親が誰かわからない。
家出同然に揚州を後にし、北京で危うく宦官の海大富に殺されそうになったため、自分と同年代の少年宦官・小桂子を殺してすれかわり、盲目の海大富を欺きつつ、宦官のふりをすることになる。
ある日、小玄子と名乗る少年と出会い、相手が康熙帝であることも知らずに喧嘩をふっかける。これがきっかけで康熙帝と友人となる。そして、奸臣オーバイの粛清に協力し、以後は康熙帝の親友兼腹心となる。この友情は康熙帝の身分が判明し、韋小宝が偽宦官であることが分かっても続いていた。
オーバイの暗殺後、反清復明を唱える秘密結社・天地会に誘拐され、清の役人であったため危うく殺されそうになる。しかし、オーバイが天地会・青木堂の前香主（支部長のようなもの）を殺すなど、漢民族にとって憎悪の対象であったことを知ると、口からでまかせに、「自分は無理やり宦官にさせられ、清朝を憎んでいる。オーバイを殺したのは漢民族のためだった」と釈明することで危機を切り抜ける。さらに、前香主の「オーバイを殺したものが香主になるべし」という遺言に従い、少年の身ながら香主に就任する。
ただし、これは名目上のことで、実務は徐天川らに任せ、天地会のスパイとして清朝に戻ることになる。以後は、康熙帝への友情と、天地会との間の板挟みになりつつ、あるときは清朝に捕まった天地会や他の反清復明組織のメンバーを解放するために裏から手を回し、またあるときは清朝の利益のために行動する際、天地会のメンバーの助力を得ることもあった。ただし、天地会を裏切る行為、あるいは康熙帝を直接的に害するような行為は避け、うまくぶつかり合いにならないようにしていた。
その他、邪教集団・神龍教でも教主の洪安通を得意のお世辞と弁舌で騙しこみ、五龍使という幹部の一人、白龍使の身分をもらっている。さらに、少林寺で修行させられた時にも方丈（住職のようなもの）である晦聡の弟弟子という破格の身分を与えられ、晦明の法名を授かっている。

## 能力
まともな教育を受けていないため、教養には極端にうとい。講談や芝居をそのまま史実と信じているふしがあり、諸葛孔明や劉基を魔法使いか何かと勘違いしていたり、歴史知識についても曹操は魏の皇帝になったと考えているなど、誤りが多い。ことわざや言い回しにも誤用が散見され、帝王を古代の聖王になぞらえて讃える「堯舜禹湯」を、発音が類似している「鳥生魚湯（なま魚のスープ）」と誤解していたりもした。この不思議な言い回しが、康熙帝にはかえって気に入られている。
それでも、知能が人より劣っているというわけではなく、むしろ知恵や機転に優れている。ロシアにおいては講談でみた知識をもとに作戦を立て、ソフィアのクーデターを成功させ、後年に至ってはアルバジン城の攻略を成功させている。また、ロシア語ができるため、ネルチンスク条約ではソエトとともに締結の交渉なども担当している。
また、文盲であり、ほとんど字が読めない。自分の名前ですら間違いなく読み取り、かつ筆記できるのは「小」の字のみ。「韋」と「寶」（「宝」の正字）については、「韋小寶」と並んでいれば一応は識別できる。そのため、康熙帝が韋小宝に下す命令書は、康熙帝自筆の絵で行われている。

## 武功
金庸作品の主人公のなかでは間違いなく最弱のレベル。超一流の師匠には恵まれているが、そもそも武術に対する関心自体が極めて低い。
幼いころは康熙帝とともに毎日のように取っ組み合いをし、海大富から指導を受けていたが、相手の身分が分かるとそれもやめてしまう。また、天地会に入会した際、陳近南という一流の武術家の弟子となったが、陳近南が多忙であることも手伝い、内功の修行を怠っていた。
少林寺では武林の生き字引、澄観という素晴らしい指導者に恵まれるものの、韋小宝は内功の修行をせず、速成の方法のみを尋ねたため、やはり大成はしていない。
それでも、鉄剣門の九難からは軽功を徹底的に指導され、逃げ足に限定するなら達人の域。また、駆け引きが非常にうまいため、格上の相手も撃退に成功することが多い。さらに、基本的に道具の力や、目潰し、毒、暗器、防具、さらに卑怯な手段の使用をためらわないため、打ち負かされることは少ない。
匕首（あいくち）
オーバイの家宅から押収した匕首。レンガを泥のように刻むことができるという一品。手に隠し持ち、不意打ちによく使用した。
金剛五体宝衣（こんごうごたいほうい）
オーバイの家宅から押収した宝衣。戦場で活躍したオーバイのため、先帝がオーバイに下賜したもの。防弾チョッキのようなもので、常人ならたやすく死ぬほどの衝撃から韋小宝の身を何度も守った。
外見上は宝衣を着ているのが分からないため、はた目には斬りつけられても平気でいる韋小宝は、伝説となった「金剛五体神功」と呼ばれる究極の内功を習得しているようにも見える。それを利用したはったりにも使用が可能。
化屍粉（かしこ）
海大富が持っていた粉末。血液と接触すると反応を起こし、人の体を溶かす作用がある。特に、韋小宝は死体の処理に重宝していた。粉と反応し、死体が溶けて液体となったものを乾燥させれば容易に補充が可能。西毒こと欧陽鋒が製作したと伝えられている。
英雄三手（えいゆうさんて）
神龍教の教主、洪安通が考案した武術。技の名前には伍子胥・魯智深・狄青と、英雄の名前が付けられている。土下座した状態などから一気に逆転する技が多い。特に「狄青降龍」を多用した。なお、韋小宝は手負いの洪安通をこの技で倒している。
神行百変（しんこうひゃっぺん）
鉄剣門に伝わる最高の軽功。『碧血剣』の袁承志なども習得している。韋小宝は武芸に向いていないと判断した九難が、徹底的に指導した。本来は武術の稽古を嫌がる韋小宝だが、逃げ足が速くなると説明されると珍しく自主的に練習することもあった。内力が伴っていないため、うわべのみとなっているが、元々「神行百変」が優れているため、それでもかなりのものになっている。